# Карасево (Сафакулевський округ)
Кара́сево (рос. Карасево) — село у складі Сафакулевського округу Курганської області, Росія.
Населення — 462 особи (2010, 651 у 2002).
Національний склад станом на 2002 рік:
- татари — 89 %